# Baseball Stars Professional
Baseball Stars Profesional ( ベースボールスターズプロフェッショナル Bēsubōru Suta Purofesshonaru) es un videojuego arcade de béisbol para 2 jugadores lanzado por SNK en 1990 para Neo-Geo, es el segundo de la serie. 